# Nixensee
Der Nixensee ist ein kleines endorheisches Gewässer im Siedlungsbereich von Starnberg, vermutlich ein glazialer Toteissee. Er liegt etwa einen halben Kilometer nordwestlich des Ufers des Starnberger Sees auf einer Hangterrasse im Straßengeviert von Nixenweg, Prinzenweg, Ina-Seidel-Weg und Jahnstraße. Der in früheren Ortsplänen eingezeichnete Fußweg zum See zwischen Nixenweg und Ina-Seidel-Weg existiert heute nicht mehr (Stand: 2022), er ist nur noch in den Flurkarten vorhanden und ersichtlich. Vom Ina-Seidel-Weg aus kann man den Nixensee sehen, am besten im Winter. Paul Thiem hat den Nixensee 1920 gemalt, noch bevor das Gebiet bebaut wurde.